# Key (singolo)
Key è un brano musicale di Masami Okui scritto da Yabuki Toshiro e dalla stessa Okui, e pubblicato come singolo il 27 novembre 1998 dalla Starchild. Il singolo è arrivato alla quarantanovesima posizione nella classifica settimanale Oricon dei singoli più venduti, vendendo 8 470 copie. Key è stato utilizzato come tema musicale della serie di drama radiofonici ispirati ad Akihabara dennō gumi.

## Tracce
CD singolo KIDA-177
1. Key - 3:46
2. Tenohira no Hahen (手のひらの破片) - 4:30
3. Key (off vocal version) - 3:46
4. Tenohira no Hahen (off vocal version) - 4:30

## Classifiche
| Classifica (1998)                        | Posizione più alta |
| ---------------------------------------- | ------------------ |
| Giappone (Classifica settimanale Oricon) | 49                 |